# Power-to-Gas

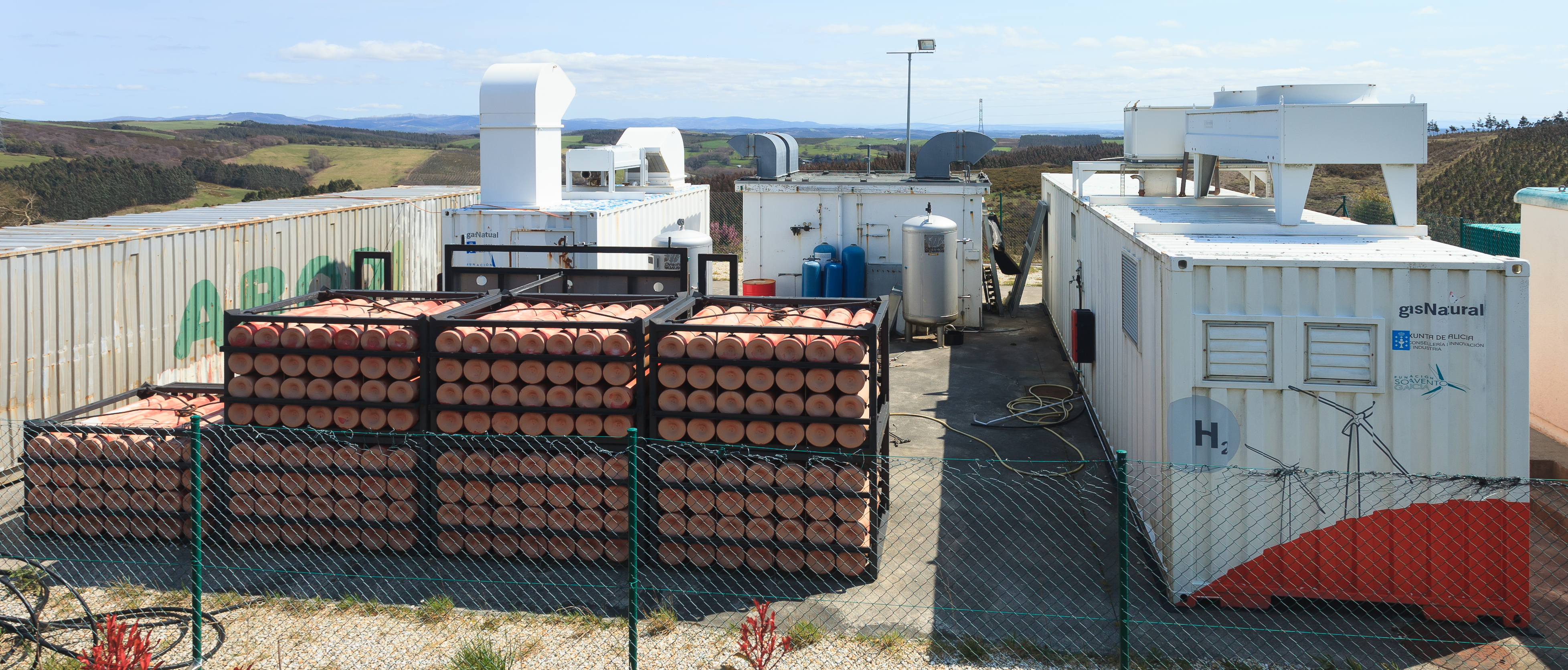
Demonstrations-Power-to-Gas-Anlage in einem spanischen Windpark

Power-to-Gas (kurz PtG oder P2G, frei übersetzt: ‚Strom zu Gas‘) ist ein energiewirtschaftliches Konzept (bzw. eine Technologie), nach dem mittels Wasserelektrolyse und unter Einsatz elektrischen Stroms ein Brenngas hergestellt wird. Dieses Brenngas (oft Wasserstoff, ggf. Ammoniak, Methan) kann zur späteren Verwendung gespeichert werden. Unter anderem kann es als Treibstoff (Power-to-Fuel) oder als chemischer Rohstoff (Power-to-Chemicals) dienen oder zur späteren Rückverstromung in Gaskraftwerken in der Gasinfrastruktur zwischengespeichert werden. Daneben existieren auch Konzepte für integrierte Speicherkraftwerke auf Basis reversibler Brennstoffzellen, die mit Strom-zu-Strom-Speicherwirkungsgraden bis etwa 70 % deutlich höhere Gesamtwirkungsgrade versprechen als bisher existierende Power-to-Gas-Speicherprozesse.
Power-to-Gas ist eine sogenannte Power-to-X-Technologie. Power bezeichnet in diesem Zusammenhang temporäre Stromüberschüsse und das X die Energieform oder den Verwendungszweck, in den die elektrische Energie gewandelt wird. Power-to-Gas wird als saisonaler Langfristspeicher angesehen, der niedrigere Wirkungsgrade besitzt als die direkte Verwertung von Stromüberschüssen im Wärmesektor oder Verkehrswesen (Power-to-Heat, Vehicle-to-Grid) per Sektorenkopplung oder als die Kurzfristspeicherung. Deshalb sollten diese Technologien aus Effizienzgründen früher zum Einsatz kommen als Langfristspeicher wie die Gasherstellung. Es wird davon ausgegangen, dass die Power-to-Gas-Technologie beim heutigen Stand der Technik erst in der dritten Phase der Energiewende benötigt wird, wenn der Anteil der Erneuerbaren Energien am Strommix 60 bis 70 % und mehr erreicht; andere Quellen nennen 80 %. Bei niedrigeren Anteilen sind Flexibilisierungsmaßnahmen im Energiesystem wie etwa der verstärkte Einsatz von Wärmepumpenheizungen, Elektroautos, Smart Grids und Kurzfristspeichern effektiver. Ein Einsatz von Power-to-Gas zum Energietransport, um beispielsweise Stromtrassen zu ersetzen, ist aufgrund des geringen Wirkungsgrades weder ökologisch noch ökonomisch sinnvoll. Hier ist der direkte Stromtransport über Hochspannungsleitungen der Power-to-Gas-Technik wegen des viel höheren Wirkungsgrades vorzuziehen.
Energiewirtschaftlich und ökologisch sinnvoll ist die Nutzung der Power-to-Gas-Technologie nur, wenn für die Herstellung Stromüberschüsse aus erneuerbaren Energien (EE) oder Kernenergie verwendet werden. Der Einsatz von Graustrom aus fossilen Energien würde die Emissionen vervielfachen statt senken und wäre damit energetisch und ökologisch kontraproduktiv. Je nach Art der eingesetzten Energie wird das so erzeugte Synthesegas bisweilen auch als EE-Gas, Windgas, Solargas oder ähnlich genannt; je nach chemischer Zusammensetzung des Gases wird statt des Begriffes „Gas“ auch „Methan“ oder „Wasserstoff“ verwendet.

## Entwicklungsgeschichte
Eine mögliche Definition von Power-to-Gas lautet:

„Der Begriff Power-to-Gas steht für ein Konzept, bei dem überschüssiger Strom dazu verwendet wird, per Wasserelektrolyse Wasserstoff zu produzieren und bei Bedarf in einem zweiten Schritt unter Verwendung von Kohlenstoffdioxid (CO2) in synthetisches Methan umzuwandeln.“

Das Grundkonzept, mittels Windenergie elektrolytisch erzeugten Wasserstoff als Energieträger zu nutzen, wurde bereits Mitte des 19. Jahrhunderts vorgeschlagen. Bereits im Jahr 1840 soll der belgische Professor Nollet einen entsprechenden Vorschlag gemacht haben; nachgewiesen ist ein Vorschlag aus dem Jahr 1868. 1874 schrieb schließlich Jules Verne von einer Wasserstoffwirtschaft. Technisch umgesetzt wurde die Idee erstmals im Jahr 1895, als der dänische Windkraftpionier Poul la Cour eine Windkraftanlage mit angeschlossenem Elektrolyseur in Betrieb nahm, die Knallgas zur Beleuchtung der Schule in Askov lieferte.
Einen Aufschwung erhielt das Konzept im 20. Jahrhundert als Baustein der angestrebten Vision einer Wasserstoffwirtschaft bzw. zur Speicherung von regenerativ erzeugtem Strom im Rahmen der Energiewende. Erst seit etwa dem Jahr 2009 wird die Möglichkeit diskutiert, Methan statt Wasserstoff zu erzeugen.
Die halbstaatliche Deutsche Energie-Agentur (dena) unterhält zu den Verfahren zur Erzeugung von EE-Gas seit Oktober 2011 eigens eine Strategieplattform unter dem Titel Power to Gas. In der Online-Ausgabe des Manager Magazins wird Power-to-Gas als neue Technologie bezeichnet, deren Modell bestechend einfach klinge, da in den 450.000 Kilometer langen Gasleitungen und etwa 47 Erdgasspeichern in Deutschland schon heute Platz für 23,5 Milliarden Normkubikmeter (m³) Gas sei, der sich bis 2025 durch Erweiterungen und Neubauten auf 32,5 Milliarden m³ erhöhen soll.
Eingeordnet nach der neunstufigen Technology-Readiness-Level-Skala befand sich die chemische Methanherstellung über Power-to-Gas-Anlagen im Jahr 2017 zwischen den Stufen 7 („Prototyp im Einsatz“) und 8 („Qualifiziertes System mit Nachweis der Funktionstüchtigkeit im Einsatzbereich“).
Mit Stand Mai 2018 befanden sich in Europa 128 Forschungs- und Demonstrationsanlagen in verschiedenen Stadien der Umsetzung oder Planung; davon waren 63 bereits in Betrieb.
Im Juni 2020 hat die deutsche Bundesregierung eine „Nationale Wasserstoffstrategie“ (NWS) beschlossen. Über einen wirtschaftspolitischen Rahmen sowie 9 Milliarden Euro Staatshilfen soll mit Hilfe von Wasserstoff die Energiewende vorangebracht werden. Ein Nationaler Wasserstoffrat von Experten begleitet dies.

## Konzepte

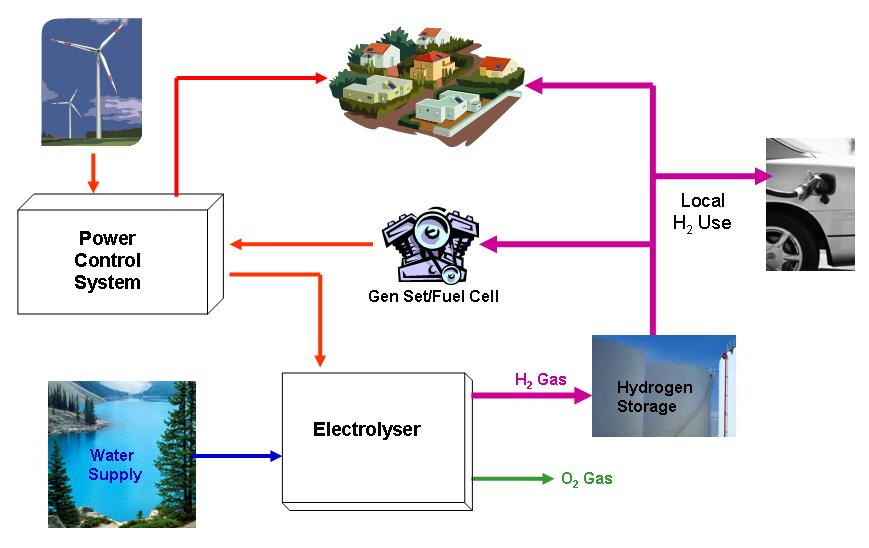
Schematische Darstellung eines Wind-to-Gas-Hybridkraftwerkes (integrierte elektrolytische Wasserstoffherstellung ohne nachfolgende Methanisierung)

### Klassisches Konzept
Das klassische Power-to-Gas umfasst die Umwandlung regenerativ erzeugter elektrischer Energie in chemische Energie und deren Speicherung im verfügbaren Gasnetz in Form verschiedener Gase. Hierfür wird Wasser zunächst mit Elektrolyseuren in Wasserstoff und Sauerstoff gespalten, darauf unter Zugabe von Kohlenstoffdioxid methanisiert und schließlich ins Erdgasnetz eingespeist. Anschließend kann dieser Brennstoff für verschiedene Zwecke verwendet werden: Neben der Rückverstromung in Gaskraftwerken oder Blockheizkraftwerken ist auch die Nutzung im Verkehrssektor sowie zur Wärmeerzeugung möglich.

#### Gas-Gewinnung

Wasserelektrolyse schematisch. Effiziente Anlagen benötigen 1,8 Volt

Dem synthetisch hergestellten Methangas wird auf Grund seiner Speicherfähigkeit eine besondere Rolle im Bereich der regenerativen Energien zugeschrieben. Wie herkömmliches synthetisches Erdgas kann es in das bereits vorhandene Erdgasnetz eingespeist werden; es ermöglicht so die Speicherung und den Transport der Energie zum Verbraucher und kann damit das elektrische Netz entlasten. Ausgangsmaterialien für die Herstellung dieses EE-Gases sind Wasser und Kohlenstoffdioxid, welche in Zeiten überschüssiger erneuerbarer Energie unter anderem zur Netzstabilisierung mittels Wasserelektrolyse in Wasserstoff und anschließend ggf. per Methanisierung in Methan umgewandelt werden.
Zur Steigerung des Gesamtwirkungsgrades ist es sinnvoll, die bei der Elektrolyse sowie der Methanisierung anfallende Abwärme ebenfalls zu nutzen. Diese fällt bei der alkalischen bzw. der PEM-Elektrolyse auf einem Temperaturniveau von 40 bis 90 °C bzw. 20 bis 100 °C an und kann somit z. B. für die Einspeisung in die Rückläufe von Wärmenetzen, als Prozesswärme für bestimmte Industrieprozesse oder als Wärmequelle für Schwimmbäder oder Krankenhäuser dienen.

##### Elektrolyse
Wasserstoff wird durch Elektrolyse von Wasser erzeugt und möglichst direkt in das Gasnetz eingespeist (die zulässige Obergrenze für die Wasserstoffkonzentration im deutschen Erdgasnetz liegt mit Stand von 2015 im einstelligen Prozentbereich, im Stadtgasnetz waren etwa 50 % Wasserstoff enthalten) oder in Großspeichern wie Salzkavernen zwischengespeichert. Die zur Elektrolyse benötigte elektrische Energie wird mittels Windkraftanlagen oder durch Solarzellen erzeugt.
Bei der Erzeugung von Wasserstoff als EE-Gas durch Wasserelektrolyse läuft folgende chemische Reaktion ab:
{\displaystyle \mathrm {2\;H_{2}O+Energie\leftrightharpoons 2\;H_{2}+O_{2}} }
Zwei Wassermoleküle (H2O) werden in zwei Wasserstoffmoleküle (H2) und ein Sauerstoffmolekül (O2) aufgespalten.
Zur Elektrolyse können alkalische Elektrolyseure, PEM-Elektrolyseure und Festoxidbrennstoffzellen genutzt werden. Weitere Elektrolysetechniken befinden sich in der Erforschung. Beispielsweise wurde 2017 ein Elektrolyseur auf Basis eines Nickel-Eisen-Akkumulators vorgestellt, der zunächst wie ein herkömmlicher Akkumulator geladen und entladen werden kann. Erreicht der Akkumulator seine Kapazitätsgrenze und wird weiter Strom zugeführt, wird stattdessen Wasserstoff produziert. Solche Anlagen hätten den Vorteil, dass sie sowohl zur Kurz- als auch zur Langfristspeicherung geeignet wären.
Ein Beispiel für die industrielle Realisierung ist die Wasserstoffproduktion durch die Wind to Gas Energy GmbH & Co. KG auf dem Gelände des Industrieparks Brunsbüttel.

##### Methanisierung

###### Technische Methanisierung

Methanisierung von CO_{2} mittels elektrolytisch gewonnenem Wasserstoff

Alternativ kann der Wasserstoff zusammen mit zuvor aus Industrieprozessen abgeschiedenem oder aus der Luft gewonnenem Kohlenstoffdioxid in Methangas umgewandelt werden, was eine Form des Carbon-Capture-and-Utilization-Konzeptes darstellt. Das gewonnene Methan kann anschließend bis zu 100 % in das Gasnetz eingespeist oder in Gasspeichern gelagert werden. Im Gegensatz zur Wasserstoffherstellung steht in diesem Fall die komplette Erdgasinfrastruktur für Speicherung und Transport zur Verfügung.
Grundsätzlich gilt jedoch, dass die Erzeugung von synthetischem PtG-Methan unsinnig ist, solange noch parallel aus fossilem Erdgas Wasserstoff für die stoffliche Nutzung gewonnen wird. Bislang werden von der Wirtschaft große Mengen Wasserstoff benötigt. Im Jahr 2010 nutzte die deutsche Industrie z. B. mehr als 60 TWh Wasserstoff für die Produktion von Ammoniak, Methanol und in Raffinerien, die durch Elektrolysewasserstoff aus erneuerbaren Energien ersetzt werden könnten.
Bei der Erzeugung von Methan als EE-Gas läuft folgende Reaktion ab:
{\displaystyle \mathrm {4\;H_{2}+CO_{2}\rightarrow CH_{4}+2\;H_{2}O} \qquad \Delta H_{\mathrm {R} }=-164{,}9\,{\frac {\mathrm {kJ} }{\mathrm {mol} }}}
Dabei beschreibt {\displaystyle \Delta H_{\mathrm {R} }} die bei dieser exothermen Reaktion freiwerdende Reaktionsenthalpie. Die Reaktion kann dabei nach den folgenden zwei Teilreaktionen ablaufen:
(1) {\displaystyle \mathrm {H_{2}+CO_{2}\rightarrow CO+H_{2}O} \qquad \Delta H_{\mathrm {R} }=+41{,}5\,{\frac {\mathrm {kJ} }{\mathrm {mol} }}}
(2) {\displaystyle \mathrm {3\;H_{2}+CO\rightarrow CH_{4}+H_{2}O} \qquad \Delta H_{\mathrm {R} }=-206{,}4\,{\frac {\mathrm {kJ} }{\mathrm {mol} }}}
In der ersten Teilreaktion reagiert der per Elektrolyse erzeugte Wasserstoff (H2) zunächst in einer reversen Wassergas-Shift-Reaktion mit Kohlenstoffdioxid (CO2) zu Kohlenmonoxid (CO) und Wasser (H2O). In der zweiten Teilreaktion reagiert das im ersten Schritt entstandene Kohlenmonoxid mit weiterem Wasserstoff zu Methan (CH4) und wiederum Wasser. Bei dieser zweiten Teilreaktion handelt es sich um eine Variante der Fischer-Tropsch-Synthese. Da der Prozess exotherm verläuft, entsteht Abwärme. Wird diese zur Verdampfung des Wassers in Kombination mit einer Hochtemperatur-Dampfelektrolyse eingesetzt, kann der Wirkungsgrad des Gesamtprozesses um etwa 16 % gesteigert werden.
Mögliche Kohlenstoffdioxidquellen sind mit fossilen und biogenen Energieträgern befeuerte Kraftwerke, Biogasanlagen, Industrieprozesse und eine Direktabscheidung aus der Umgebungsluft. Auch Kläranlagen bieten sich aufgrund von Synergieeffekten an, insbesondere für kommunale Betriebe mit eigenem Fuhrpark. Zwei Verbundeffekte ergeben sich jedoch bei der Kombination mit einer Biogasanlage. Zum einen kann der Einspeisepunkt in das Erdgasnetz gemeinsam genutzt werden, zum anderen enthält Rohbiogas neben Methan als Hauptbestandteil erhebliche Mengen CO2. Letzteres müsste vor der Einspeisung abgetrennt werden, wie auch bei der Herstellung von Biomethan als Biokraftstoff. Dieser Schritt kann durch Methanisierung eingespart werden. Das schon vorhandene Methan stört dabei nicht, wohl aber Spuren von Schwefelwasserstoff, die für diese Nutzung abgetrennt werden müssen, etwa durch Aktivkohle. Ein oxidatives Verfahren wie bei der Rauchgasentschwefelung wäre ungeeignet, da der notwendige Lufteintrag den Ertrag schmälern würde.
Während Wasserstoff als EE-Gas lediglich der Elektrolyse bedarf, laufen die meisten Verfahren zur EE-Gas-Produktion in Form von Methan chemisch ab und erfordern einen hohen Druck, eine hohe Temperatur, CO2-Konzentration und -Reinheit.

###### Mikrobielle Methanisierung
Es ist möglich, die Methansynthese in Bioreaktoren mithilfe von Archaeen durchzuführen (biologische Methanisierung). Durch die hohe Selektivität der Mikroorganismen kann auch bei niedrigeren Konzentrationen methanisiert werden. Der mikrobielle Power-to-Gas-Prozess basiert auf dem gleichen Prinzip wie die chemische Variante. Der Unterschied ist, dass er unter physiologischen Bedingungen stattfindet und eine bessere Energieeffizienz hat. Das bedeutet, dass der gebildete Wasserstoff wie beim chemischen Prozess durch Elektrolyse gewonnen wird. Dies geschieht aber bei Raumtemperatur und neutralem pH-Wert. Die Methanbildungsraten sind allerdings geringer als bei der chemischen Variante. Dem Problem kann begegnet werden, indem die Kathodenoberfläche vergrößert wird.
Der Prozess vollzieht sich schrittweise. Zunächst werden Enzyme sezerniert, die sich an der Kathodenoberfläche anheften und so das Überpotential zur Elektrolyse reduzieren. Danach beginnen methanogene Archaeen den gebildeten Wasserstoff zur Methanogenese zu nutzen. Diese sogenannten Methanogenen wachsen sowohl bei Raumtemperatur als auch bei höheren Temperaturen, bei denen die Methanbildungsraten ebenfalls höher sind. Methanogene, die typischerweise die Reaktoren besiedeln, gehören den Gattungen Methanobacterium Methanobrevibacter und Methanothermobacter (thermophil) an. Eine direkte Elektronenübertragung wurde ebenfalls postuliert.
Ein neues, sich noch in Entwicklung befindendes Verfahren verlegt die Methanisierung in den Fermenter einer Biogasanlage und nutzt dafür die vorhandenen Mikroorganismen. Die überschüssigen CO2-Mengen entstehen, weil die Mikroorganismen zu wenig Wasserstoff vorfinden. Wenn per Elektrolyse direkt im Fermenter Wasserstoff erzeugt wird, kann so eine Methanausbeute von bis zu 95 Prozent erreicht werden und die anfallende Abwärme kann auch noch genutzt werden.

#### Einspeisung

##### Einspeisepunkte
EE-Gas kann prinzipiell an jeder beliebigen Stelle in das Erdgasnetz eingespeist werden. Da Einspeisepunkte eine entsprechende Infrastruktur zur Messung der eingespeisten Gasmenge benötigen, bietet sich beispielsweise auch eine Einspeisung im Bereich existierender oder neu geschaffener Gasversorgungsbauwerke – wozu unter anderem Gaswerke, Gaskraftwerke, Hybridkraftwerke, Kraft-Wärme-Kopplungs-Anlagen, Verdichterstationen oder auch die Gasometer genannten Gasbehälter zählen – als Einspeisepunkte an. Auch eine Verknüpfung der Einspeisung mit vorhandenen Biogasanlagen ist generell denkbar.

##### Wasserstoffeinspeisung versus Methanisierung
Bei der Umsetzung von Power-to-Gas werden in der Fachwelt verschiedene Probleme diskutiert:
Für die Speicherung als Wasserstoff spricht der deutlich höhere Wirkungsgrad gegenüber der Methanisierung. Bei Wasserstoff- und Sauerstoffspeicherung nach Hochdruckelektrolyse und einem nachfolgenden, mit Knallgas betriebenen GUD-Kraftwerk konnte an einer Windkraftanlage ein mittlerer elektrischer Gesamtwirkungsgrad (Elektrolyse {\displaystyle \rightarrow }Speicherung {\displaystyle \rightarrow }Rückverstromung) bis 50 % demonstriert werden. Zugleich sind die Investitionskosten in die Speicheranlagen geringer, da auf die Methanisierungsanlagen verzichtet werden kann. Bei der Methanisierung wird zusätzlich Energie verbraucht, weshalb der Energieverlust bei der Rückverstromung 2012 bei 50 bis 67 Prozent lag. Dazu gab die Unternehmensberatung A.T. Kearney 2012 an, dass ein sich ergebender Preis von 80 Euro pro Megawattstunde für künstlich produziertes Methan dreimal so hoch wie der konventionellen Erdgases wäre. Bei einer anspruchsvollen Klimaschutzpolitik ist außerdem davon auszugehen, dass langfristig nur noch wenige Quellen für konzentriertes Kohlenstoffdioxid zur Verfügung stehen werden. Alternativ wäre eine Gewinnung aus der Luft möglich, die jedoch energetisch aufwändig und teuer ist. Eine Tonne CO2 aufzufangen kostet bis zu 500 Euro.
Die Bundesnetzagentur vertritt die Meinung, dass sowohl der Wasserstoff prioritär auf der Ebene der Übertragungsnetze als auch die Methanisierung auf der Ebene der Gasverteilnetze eine Zukunft haben. Der Gasnetzbetreiber Ontras sieht den Wasserstoff-Anteil im Gas derzeit aufgrund von Beschränkungen bei den Anwendungen, insbesondere bei CNG als Kraftstoff, bei 2 Prozent. Das Leitungssystem verträgt jetzt schon auch höhere Wasserstoffanteile. Der Verein des Deutschen Gas- und Wasserfachs (DVGW) sieht 10 Prozent Wasserstoff als unkritisch an. Die Alternative wäre, ihn nach der Zugabe von Kohlenstoffdioxid umgewandelt als Methan entgegenzunehmen.
Umstritten ist, wie hoch die Einspeisegrenzen für Wasserstoff sein können. Gegen zu hohe Wasserstoffkonzentration sprechen nicht nur mögliche Materialschäden an Gasleitungen, Verdichtern und anderen gastechnischen Anlagen, sondern vor allem sicherheitstechnische Fragen zur Vermeidung einer Knallgasreaktion. Andererseits gibt es bereits im Ruhrgebiet seit 1938 ein über 240 km langes Wasserstoffnetz. Weltweit existierten 2010 mehr als 1000 Kilometer Wasserstoffleitungen. Air Liquide betrieb mit Stand von 2016 weltweit Wasserstoff-Pipelines mit einer Gesamtlänge von fast 2000 km.
Außerdem treten die unerwünschten Korrosions-Effekte vorwiegend bei un- oder niedriglegierten Stählen auf. Die Stähle nach DIN EN 10208-2, die hauptsächlich im Gasrohrleitungsbau eingesetzt werden, sind davon weniger betroffen, was durch mehrere Studien belegt wurde.

#### Nutzung des Synthesegases
| Weg                               | Wirkungsgrad | Anmerkung                                               |
| --------------------------------- | ------------ | ------------------------------------------------------- |
| Strom → Gas                       |              |                                                         |
| Wasserstoff                       | 54–72 %      | mit 200 bar komprimiert                                 |
| Methan (SNG)                      | 49–64 %      | mit 200 bar komprimiert                                 |
| Wasserstoff                       | 57–73 %      | mit 80 bar komprimiert (Erdgasleitung)                  |
| Methan (SNG)                      | 50–64 %      | mit 80 bar komprimiert (Erdgasleitung)                  |
| Wasserstoff                       | 64–77 %      | ohne Kompression                                        |
| Methan (SNG)                      | 51–65 %      | ohne Kompression                                        |
| Strom → Gas → Strom               |              |                                                         |
| Wasserstoff                       | 34–44 %      | mit 80 bar komprimiert und zu 60 % verstromt            |
| Methan (SNG)                      | 30–38 %      | mit 80 bar komprimiert und zu 60 % verstromt            |
| Strom → Gas → Strom & Wärme (KWK) |              |                                                         |
| Wasserstoff                       | 48–62 %      | mit 80 bar komprimiert und Strom/Wärme anteilig 40/45 % |
| Methan (SNG)                      | 43–54 %      | mit 80 bar komprimiert und Strom/Wärme anteilig 40/45 % |

Für Wasserstoff und Methan bieten sich unterschiedliche Einsatzmöglichkeiten an. Da Erdgas zum überwiegenden Teil aus Methan besteht, kann Erdgas in vielen Fällen durch Methan aus Power-to-Gas-Anlagen ersetzt werden. Die Power-to-Gas-Technologie lässt sich somit für viele Anwendungen einsetzen und verbindet somit Märkte für elektrischen Strom, Wärme und Mobilität miteinander. Der Nutzungsgrad ist bei Wasserstoffeinspeisung von der Verwendung des Gases, vom Energieaufwand für die Verdichtung sowie von der Länge der Transportleitungen abhängig.

##### Erzeugung elektrischer Energie
Die chemische Energie von EE-Gas kann bei Bedarf in elektrische Energie umgewandelt werden. Es kann in unterschiedlichen Arten von Gaskraftwerken und Kraft-Wärme-Kopplungsanlagen rückverstromt werden. Wird EE-Gas als Stromspeicher eingesetzt, beträgt der Wirkungsgrad von Strom zu Strom zwischen 30 % und 44 %. Wird EE-Gas in Kraft-Wärme-Kopplungsanlagen rückverstromt, sind Gesamtwirkungsgrade von 43 % bis 62 % erreichbar (45 % Wärmeanteil der KWK mit eingerechnet).

##### Wärme
Wie fossiles Erdgas heute kann EE-Gas theoretisch für die Wärmebereitstellung beispielsweise zum Kochen oder Heizen eingesetzt werden. Für die Gasherstellung fallen dann etwa 35 % thermische Energieverluste an. In der Praxis wäre es jedoch energetisch sehr ineffizient, Gebäude mit EE-Gas und Gas-Brennwertkesseln zu beheizen, da eine solche Wärmeversorgung ein Mehrfaches an Primärelektrizität benötigen würde als der alternative Einsatz einer Wärmepumpenheizung. So würde ein von einer Wärmepumpe beheiztes Haus mit 15.000 kWh Wärmebedarf pro Jahr bei einer üblichen Jahresarbeitszahl von 3 rund 5.000 kWh elektrischer Energie benötigen. Eine sehr effiziente Wärmepumpe mit einer Jahresarbeitszahl von 5 käme sogar mit nur 3000 kWh aus. Hingegen läge der Stromverbrauch bei Nutzung einer Gas-Brennwerttherme, die mit PtG-Gas betrieben wird, infolge der Verluste bei der Gasherstellung bei insgesamt ca. 23.000 kWh, und damit um ein Mehrfaches höher.
Eine 2022 erschienene Übersichtsarbeit, die 32 unabhängige (d. h. nicht von Industrieverbänden oder -unternehmen in Auftrag gegebene) Studien analysierte, kam zu dem Ergebnis, dass emissionsarmer oder emissionsfreier Wasserstoff zwar massiv von der Gas- und Heizungsindustrie beworben und als Schlüsseltechnologie gepriesen werde, jedoch keine einzige der untersuchten Studien den großflächigen Einsatz von Wasserstoff zu Heizzwecken empfahl. Stattdessen kamen die Studien zum Ergebnis, dass Wasserstoff verglichen mit anderen Alternativen wie Wärmepumpen, Solarthermie oder Fernwärmenetzen teurer, ineffizienter und ressourcenintensiver sei und größere negative Umweltauswirkungen habe. Insbesondere verursachten Wasserstoffheizungen aufgrund des um etwa Faktor fünf höheren Energieverbrauchs höhere Energiesystemkosten als die Alternativen, bedeuteten höhere Gesamtkosten für Endverbraucher und benötigten mehr Energieinfrastruktur, Ressourcen und verursachten mehr Flächenverbrauch. Auch würde sich durch sinkende Wasserstoffkosten durch günstigere Ökostromproduktion kein Vorteil ergeben, da dieser Vorteil genauso für Wärmepumpen gelte und damit das relative Kostenverhältnis der Technologien sich nicht verändere. Zwar könnte Wasserstoff eine ergänzende Rolle im Wärmesektor spielen, beispielsweise für Spitzenlasten in Wärmenetzen, die vorhandene Beleglage liefere aber keinen Grund für die Annahme, dass fossiles Erdgas 1 zu 1 durch Wasserstoff ersetzt werden solle. Im Gegenteil berge die Diskussion über zukünftige Wasserstoffheizungen die Gefahr, dass der Umstieg auf bereits heute verfügbare saubere Heiztechnologien, die schon heute Emissionen einsparen könnten, verzögert würde. Auch gebe es zahlreiche konkurrierende Wasserstoffgroßverbraucher z. B. in der Industrie, für die es kaum Alternativen zum Wasserstoff gebe, die daher Vorrang vor Heizungen haben sollten.

##### Mobilität

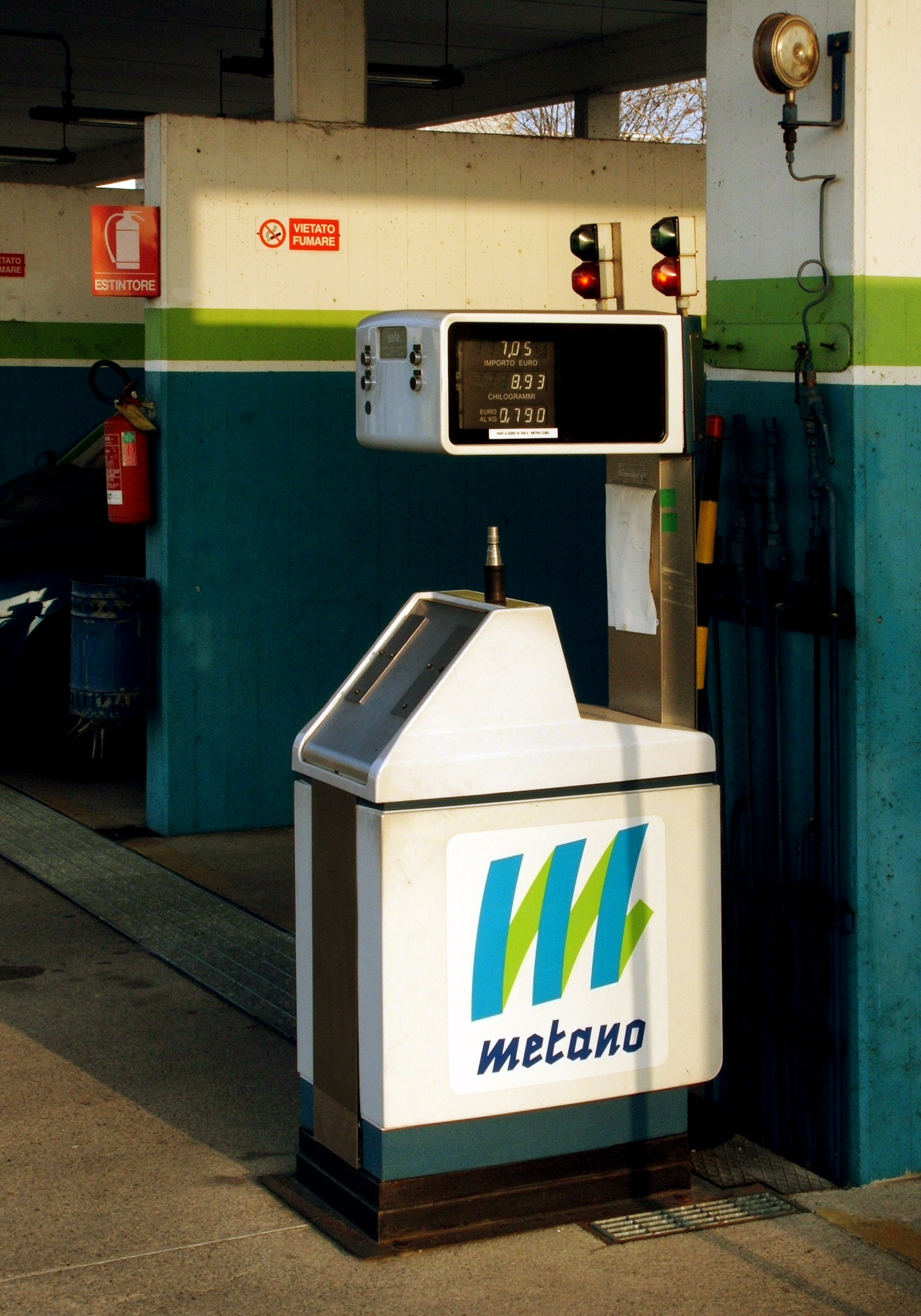
Methanzapfsäule in Italien

EE-Gas kann unter anderem in Brennstoffzellenfahrzeugen oder zum Antrieb von Gasfahrzeugen mit Verbrennungsmotor (z. B. Erdgasfahrzeuge) eingesetzt werden. Eine mögliche Anwendung von EE-Gas in Form von EE-Wasserstoff wird möglicherweise die Mobilität in Form von Treibstoff für Brennstoffzellenfahrzeuge sein. Dies erklärt sich aus folgenden Gründen:
- Die Gewinnung von EE-Wasserstoff erfolgt in Zeiten hohen Energieangebotes aus Wind- bzw. Solarenergie mit dem Ziel, Energie aus dem elektrischen System herauszutransferieren: Eine Rückführung dieser Energie in das elektrische System ist mit hohen Verlusten verbunden und sollte unterbleiben bzw. Engpasszeiten (zu wenig Stromangebot) vorbehalten bleiben.
- die Preise für Wind- und Solarstrom sinken seit Jahren.

Neben der Nutzung von Gas kommen für den Mobilitätssektor auch synthetische flüssige Kraftstoffe in Frage, eine Technik, die als Power to Liquid (deutsch etwa: „Elektrische Energie zu Flüssigkeit“) bekannt ist. Anders als Power-to-Gas haben die unterschiedlichen Power-to-Liquid-Technologien die Herstellung flüssiger Kraftstoffe wie z. B. Methanol als Ziel. Gründe für die Herstellung flüssiger Treibstoffe anstelle von Methan sind unter anderem die niedrige volumetrische Dichte von Methan sowie sein vergleichsweise hohes Treibhauspotential von ca. 30. Daher wird die Methanolherstellung durch Hydrierung von Kohlendioxid für die Synthese von Kraftstoffen für das Verkehrswesen als vielversprechenderer Technologiepfad angesehen als die Produktion von gasförmigem Methan.
Gerade im PKW-Sektor gilt die großflächige Nutzung synthetischer Brennstoffe aus PtG bzw. PtL-Anlagen aber als wenig sinnvoll, da sich aufgrund des geringen Gesamtwirkungsgrades dieses Systems ein bei weitem höherer Energiebedarf ergibt als beim Einsatz von batterieelektrischen Fahrzeugen. Dies wiederum würde sowohl einen deutlich höheren Zubau erneuerbarer Energieanlagen erfordern als auch höhere Kosten verursachen. Auch Brennstoffzellenfahrzeuge gelten aufgrund des hohen Energieverbrauchs vor allem als mögliche Alternative im Langstreckenverkehr. Hingegen könnten Wasserstoff oder alternativ daraus gewonnene synthetische Brennstoffe die Rolle als wichtigster Treibstoff im Langstrecken-Schiffsverkehr sowie der Luftfahrt einnehmen.

### Integriertes Konzept
Neben Anlagen, die das Synthesegas in das Gasnetz einspeisen oder für Endnutzer im Verkehrswesen bereitstellen, existieren auch Konzepte für integrierte Power-to-Gas-Anlagen, die das Synthesegas in anlageneigenen Tanks oder Kavernen zwischenspeichern und schlussendlich wieder elektrische Energie (und ggf. Wärme) in die Netze der öffentlichen Energieversorgung einspeisen. Diese Anlagen weisen häufig besondere Konzepte zur Abwärmenutzung auf und erreichen somit höhere Wirkungsgrade als netzeinspeisende Anlagen.
Im Jahr 2015 wurde von Jensen u. a. eine Studie mit einem solchen Konzept in der Fachzeitschrift Energy and Environmental Science veröffentlicht. Anstelle von Elektrolyseuren, Methanisierungsanlagen und Gaskraftwerken zur Rückverstromung sollen reversibel arbeitende Festoxidbrennstoffzellen zum Einsatz kommen, die beim Speicherprozess aus Wasser und Kohlenstoffdioxid ein Methan-Wasserstoffgemisch und beim Entladevorgang wieder die Ausgangsmaterialien herstellen. Durch die Arbeitsweise bei relativ niedriger Temperatur und hohem Druck kann die bei der stark endothermen Spaltung von Wasser und Kohlenstoffdioxid in Wasserstoff, Kohlenmonoxid und Sauerstoff erforderliche Wärme genutzt werden, womit Wärme- und damit Effizienzverluste beim Speichervorgang stark vermindert werden. Gespeichert würden Methan und Kohlendioxid in zwei unterschiedlichen unterirdischen Kavernenspeichern, die auf eine Speicherkapazität von mehreren Monaten dimensioniert werden könnten.
Bei der Rückverstromung würde unterirdisch verpresstes Brenngas (ein Gemisch aus Methan und Wasserstoff) nach Entspannung, Erhitzung und Vermischung mit Wasser in die Brennstoffzelle geleitet, die aus dem Brenngas elektrische Energie und ein wasserdampf- und kohlenstoffdioxidreiches Abgas gewönne, wobei letzteres wieder gespeichert würde. Die heißen Abgase aus der Brennstoffzelle würden hierbei genutzt, um die Brenngase vor Eintritt in die Brennstoffzelle zu erhitzen. Diese thermische Integration der einzelnen Systembestandteile gilt als Schlüsselbedingung für den hohen Gesamtwirkungsgrad der Anlage. Auf diese Weise lässt sich nach Angabe der Autoren ein gesamter Speicherwirkungsgrad von bis ca. 72 % bei vergleichsweise geringen Kosten erzielen. In Sachen Kapazität, Kosten und Wirkungsgrad sei die Technik in etwa vergleichbar mit Pumpspeicherkraftwerken, allerdings sei die Speicherbasis chemisch, womit dieser Speicher der bessere Langfristspeicher sei. Die Speicherkosten seien unter bestimmten Umstände vergleichbar mit Pumpspeicherkraftwerken und günstiger als Batteriespeicher, Druckluftspeicher und herkömmlicher Wasserstoffspeicher. Basis dieser Berechnung war ein Speicherkraftwerk mit 250 MW installierter Leistung der Brennstoffzellen und einer Speicherkapazität von 500 GWh (ca. 3 Monate). Die Lebensdauer der Gesamtanlage wurde mit 20 Jahren angesetzt, die der Brennstoffzellen mit 5 Jahren. Eine 2018 in der Fachzeitschrift Energy online-first publizierte Studie, die dieses Konzept aufgriff und weiterentwickelte, kam zum Ergebnis, dass mit einem solchen integrierten Power-to-Gas-Konzept sogar Strom-zu-Strom-Wirkungsgrade bis etwa 80 % möglich sein könnten.

### Power-to-Chemicals
Neben der Einspeisung ins Gasnetz könnte Wasserstoff aus regenerativen Stromüberschüssen ebenfalls als Rohstoff für die (chemische) Industrie dienen und dort benötigten Wasserstoff ersetzen, der derzeit noch aus fossilen Quellen gewonnen wird. Dies wird als „Power-to-Chemicals“ bezeichnet. Da die Chemieindustrie maßgeblich auf den fossilen Rohstoffen Erdöl und Erdgas basiert, muss die Chemieindustrie mit der Verknappung dieser Rohstoffe langfristig ihre Rohstoffbasis auf regenerative Quellen umstellen. Power-to-Gas-Anlagen ermöglichen es, mittels erneuerbarem Überschussstroms synthetische Rohstoffe auf Basis von Wasser und Kohlendioxid zu gewinnen, aus denen wiederum komplexere Grundstoffe wie Methan, Methanol oder Polymere hergestellt werden können. Indirekt handelt es sich bei Power-to-Chemicals ebenfalls um einen Speicherprozess, da auf diese Weise keine fossilen Energieträger mehr als Rohstofflieferanten benötigt werden, sondern potentiell für energetische Zwecke zur Verfügung stehen. Zudem können Power-to-Chemicals-Anlagen das Energiesystem wie auch andere Speicher flexibler gestalten, beispielsweise durch Bereitstellen von Regelleistung oder durch Einsatz im Lastmanagement.
Als Abnehmer der Produkte kommt insbesondere die Chemieindustrie in Frage, jedoch haben auch weitere Industriebranchen einen teils hohen Bedarf für Wasserstoff oder andere Synthesegase. Beispielsweise könnten Erdölraffinerien, die einen erheblichen Wasserstoffbedarf haben, mit Wasserstoff aus Power-to-Gas-Anlagen versorgt werden, womit der CO2-Ausstoß des Verkehrs nennenswert gesenkt werden könnte. Dieser Einsatz von Power-to-Gas-Anlagen hat gegenüber der Methanisierung mit anschließender Rückverstromung große Vorteile in Hinblick auf Kosten und Wirkungsgrad und sollte deswegen zunächst bevorzugt eingesetzt werden. So könnte bei Power-to-Gas-Anlagen zunächst auf den mit zusätzlichen Energieverlusten verbundenen Schritt der Methanisierung verzichtet werden, während zugleich die ebenfalls verlustbehaftete Erzeugung von Wasserstoff aus fossilem Erdgas entfiele. Zu früh auf die Methanisierung für die Rückverstromung zu setzen würde im Umkehrschluss bedeuten, unsinnigerweise mit Energieverlusten Methan aus vorhandenem Öko-Wasserstoff zu machen, während gleichzeitig und ebenfalls mit Energieverlusten fossiler Wasserstoff aus Erdgas hergestellt würde.

## Rolle von Power-to-Gas im Energiesystem

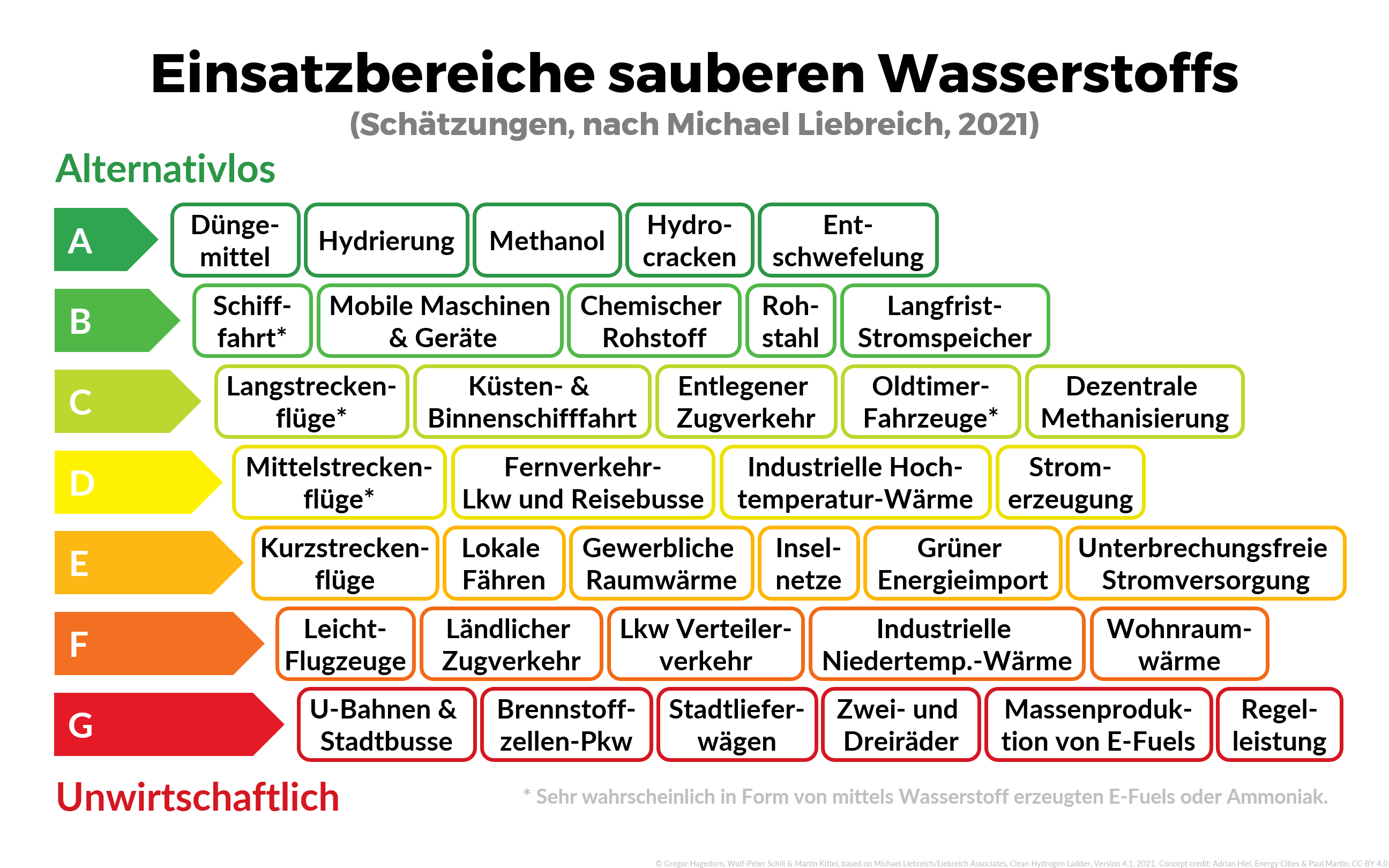
Die unterschiedlichen Einsatzbereiche von sauberem Wasserstoff nach ihrer Wirtschaftlichkeit eingeordnet

Im Zuge der Energiewende werden immer mehr variable erneuerbare Energien errichtet, insbesondere Windkraft- und Photovoltaikanlagen. Dadurch, dass zugleich konventionelle Grundlastkraftwerke wenig flexibel sind und nur bis zu einem gewissen Grad gedrosselt werden können, kann es während Zeiten hoher Einspeisung von Wind- und Solarenergie zu einem Überangebot von Strom kommen, speziell bei geringer Stromnachfrage. Dieser Effekt ist abhängig von der Flexibilität des konventionellen Kraftwerksparks. Er tritt umso stärker auf, je höher der Anteil von schlecht zu regelnden Grundlastkraftwerken (insbesondere Kernkraftwerke und (Braun)kohlekraftwerke) ist, während er hingegen bei einem flexiblen Kraftwerkspark, der vorwiegend aus gut zu regelnden Gaskraftwerken besteht, erst später auftritt.
Bei hohen Anteilen an Erneuerbaren Energien an der Stromversorgung kann deren Einspeisung zeitweise auch ohne Einspeisung fossiler Kraftwerke höher liegen als die Nachfrage, womit die Energie entweder genutzt, exportiert oder abgeregelt werden muss. Nutzungskonzepte, auch als Power-to-X bezeichnet, umfassen z. B. die Verwandlung in Wärme mittels Power-to-Heat, die Nutzung im Mobilitätswesen, z. B. mittels Vehicle to Grid oder die Speicherung in Speicherkraftwerken wie Pumpspeichern, Batteriespeichern oder Druckluftspeicherkraftwerken. Diese Speicher sind primär Kurzfristspeicher, für eine regenerative Vollversorgung wird jedoch ebenso ein Langfristspeicher benötigt, der eine saisonale Energiespeicherung möglich macht. Hierfür kommen praktisch nur chemische Speicher wie z. B. Power-to-Gas in Frage. Gleichzeitig kann die Integration von Power-to-Gas-Anlagen in die elektrischen Energieversorgungssysteme wie herkömmliche Speicher zur Sicherung der Netzstabilität eingesetzt werden, indem sie als regelbare Last eingesetzt werden. Hierbei ist zu berücksichtigen, dass Strom aus erneuerbaren Energien im Allgemeinen und Stromüberschüsse im Besonderen auf absehbare Zukunft zunächst mengenmäßig begrenzt bleiben werden. Daher ist es zweckmäßig, Ökostrom vor allem für diejenigen Prozesse einzusetzen, wo er den größten Umweltnutzen entfalten kann. Energiewirtschaftliche Analysen ergaben, dass das vor allem bei der Nutzung von Überschussstrom für Wärmepumpen und Elektroautos durch Sektorenkopplung der Fall ist. Diese Technologien sollten früher zum Einsatz kommen als die Erzeugung von Brenngasen mittels Power-to-Gas-Technologie.
In der Fachliteratur wird davon ausgegangen, dass ab einem Erneuerbare-Energien-Anteil von etwa 40 % in größerem Maße zusätzliche Speicher benötigt werden, vereinzelt wird auch die Zahl 70 % genannt. Unterhalb eines Anteils von 40 % Erneuerbarer Energien gelten eine Ausregelung durch Wärmekraftwerke sowie eine geringfügige Abregelung von Erzeugungsspitzen der Erneuerbaren Energien (erwartet werden etwa 260 GWh pro Jahr bzw. 1 Promille der bei einem 40-%-Anteil prognostizierten Ökostromerzeugung) als volkswirtschaftlich effizienter. Die Speicher würden in diesem Fall größtenteils zur besseren Auslastung von in Grundlast betriebenen Braunkohlekraftwerken zulasten von weniger emissionsintensiven Kraftwerken eingesetzt; zugleich würden die Kosten für den Neubau der Speicher den Nutzen durch eine gleichmäßigere Kraftwerksfahrweise deutlich übersteigen. Daher werden zusätzliche Speicher in Deutschland frühestens ab dem Jahr 2020 für notwendig gehalten. Auch bei Anteilen Erneuerbarer Energien von bis ca. 70 % am Jahresstrombedarf bleibt der Speicherbedarf zunächst moderat, sodass Power-to-Gas in absehbarer Zeit noch nicht benötigt wird, sondern zur Marktreife gebracht werden kann. Ein Bedarf für saisonale Speicherung tritt erst auf, wenn der Anteil der erneuerbaren Stromerzeugung 60 bis 80 % erreicht. Dann sollten mit Power-to-Gas zunächst synthetische Brennstoffe produziert werden, die möglichst nur im Verkehrswesen eingesetzt würden; erst bei noch höheren Anteilen wäre eine Rückverstromung und damit ein Einsatz im Strom- und Wärmesektor (durch Kraft-Wärme-Kopplung) notwendig.
Grundsätzlich gilt, dass die gleichzeitige Erzeugung von synthetischem Methan mittels Power-to-Gas-Technologie eine Energieverschwendung darstellt, solange Erdgas in großem Umfang zur Bereitstellung von Prozesswärme und Warmwassererzeugung genutzt wird. Dies liegt darin begründet, dass Strom zu Heizzwecken eine Effizienz von nahezu 100 % aufweist und somit mehr Erdgas durch direkte Heizung mit Strom eingespart werden als EE-Gas mit der gleichen Strommenge erzeugt werden kann. Daher sollten bei der Einbindung von Stromüberschüssen zunächst energieeffizientere Technologien wie Power-to-Heat zum Einsatz kommen und erst später die deutlich verluststärkere Power-to-Gas-Technologie genutzt werden. Da Power-to-Gas auch kostenintensiver ist als die genannten Alternativen, wird diese Nutzungsreihenfolge auch aus wirtschaftlichen Gründen empfohlen. Durch den überschaubaren Wirkungsgrad, der wiederum zu einem erheblichen Mehrbedarf an Windkraft- und Photovoltaikanlagen führt, sollte ein zukünftiges Energiesystem so ausgelegt sein, dass insgesamt nur ein geringer Langfristspeicherbedarf besteht.
Die Nutzung von Power-to-Gas ist nur energetisch sinnvoll und emissionseinsparend, wenn Ökostrom genutzt wird. Wird hingegen Strom aus fossilen Energien eingesetzt, vervielfachen sich die Emissionen. Kommt beispielsweise Strom aus einem Braunkohlekraftwerk zum Einsatz, das Emissionen von 1161 g CO2-äq./kWh aufweist, ergäben sich bei je 60 % Wirkungsgrad für Speicherprozess und Rückverstromung im GuD-Kraftwerk Gesamt-Emissionen von 3225 g CO2-äq./kWh, etwa das Achtfache von Strom aus einem fossil befeuerten Erdgaskraftwerk. Unter gewissen Umständen lassen sich jedoch Negative Emissionen erzielen, mit denen der Kohlendioxidanteil der Erdatmosphäre aktiv reduziert werden kann. Dies ist beispielsweise dann der Fall, wenn das Kohlenstoffdioxid für die Methanisierung aus der Luft gewonnen wird und das synthetisierte Methan später in einem Kraftwerk mit CO2-Abscheidung und -Speicherung verbrannt wird.
Der Sachverständigenrat für Umweltfragen (SRU) kam in einer 2021 publizierten Stellungnahme zur Rolle von Wasserstoff im Klimaschutz zum Ergebnis, dass Wasserstoff ein wichtiger Baustein hinsichtlich Treibhausgasneutralität sein könne, dies aber nur unter der Voraussetzung, dass er „umweltfreundlich und nachhaltig“ produziert und „sparsam genutzt“ werde. In der Publikation wird darauf verwiesen, dass die Produktion von grünem Wasserstoff große Mengen an Ökostrom und damit indirekt Flächen, Rohstoffe und Wasser erfordert, weshalb er nur dort eingesetzt werden sollte, wo keine effizienteren Alternativen zur Verfügung stehen. Umso mehr gelte diese Aussage noch für aus Wasserstoff hergestellte Power-to-X-Folgeprodukte, bei denen weitere Umwandlungsverluste anfallen. Eine wichtige Rolle spielten Wasserstoff und daraus hergestellte Folgeprodukte in der chemischen Industrie, der Stahlindustrie sowie dem internationale Schiffs- und Flugverkehr, während im Schwerlastverkehr die Frage noch offen sei, ob sich Wasserstoff, batterieelektrische Konzepte oder Oberleitungs-LKWs durchsetzten. Im Stromsystem sowie Fern- und Nahwärmenetzen sollte Wasserstoff gemäß SRU nur eine ergänzende Rolle spielen, während sein Einsatz in Gebäudeheizungen und PKWs ineffizient und bei weitem teuer sei als der Einsatz von alternativen Technologien wie Wärmepumpenheizungen und E-Autos. Um Pfadabhängigkeiten und Fehlanreize im Hinblick auf fossile Energien zu vermeiden, sollte die Förderung von Wasserstofftechnologien daher auf Sektoren beschränkt werden, in denen langfristig die Wasserstoffnutzung unverzichtbar sei.

## Situation in Deutschland

### Speicherkapazität im deutschen Erdgasnetz
Eine große Bedeutung bei der Nutzung von EE-Gas wird der Möglichkeit der Speicherung des Wasserstoff- bzw. Methangases in einem bereits vorhandenen Erdgasnetz zugerechnet.
Laut Fraunhofer-Institut für Windenergie und Energiesystemtechnik (IWES) benötigt Deutschland im Jahr 2050 – wenn laut Bundesregierung 80 % des elektrischen Stroms aus erneuerbaren Quellen stammen sollen – zum Ausgleich saisonaler Schwankungen bei Wind und Sonne Speicherkapazitäten von 30 Terawattstunden (TWh). Demgegenüber wurde die Speicherkapazität der Erdgasspeicher im deutschen Erdgasnetz im April 2010 vom Fraunhofer-IWES mit über 200 TWh angegeben, was einem Verbrauch von mehreren Monaten entspricht. Inklusive der 2013 in Planung befindlichen Kavernen- und Porenspeicher liegt die Speicherkapazität des deutschen Erdgasnetzes bei ca. 332 TWh. Bei der Speicherung von Teil zugemischtem Wasserstoff oder reinem Wasserstoff in unterirdischen Gasspeichern sind jedoch die speziellen Eigenschaften des Wasserstoff zu berücksichtigen, welche je nach Anteil zum einen die Eignung der geologischen Formation des Speichers betrifft und zum anderen umfangreiche und kostenintensive Modifikationen oder Austausch an den Unter- und Obertageanlagen erfordert.
Der Erdgasverbrauch lag 2011 bei 760 TWh, könnte aber durch mehr Power-to-Gas-Anlagen weiter ansteigen. Dennoch wäre das Erdgasnetz inklusive der geplanten Speicher ausreichend dimensioniert für eine sichere Vollversorgung auf Basis erneuerbarer Energien.
Die deutschen Pumpspeicherkraftwerke haben eine Kapazität von 0,04 TWh und sind als Kurzfristspeicher für eine Nutzungsdauer im Stunden- bis Tagesbereich ausgelegt. Zwar haben Pumpspeicherwerke einen deutlich höheren Wirkungsgrad (zwischen 70 % und 85 %), die Wirtschaftlichkeit wird aber auch durch die erheblichen Investitionskosten und den Flächenverbrauch bestimmt. Die installierte Leistung wird ausgebaut, kann aber in Deutschland aufgrund topographischer wie auch politischer Gründe nicht in die Größenordnung der Speicherfähigkeit des Erdgasnetzes kommen. Großes Potential für Speicherkapazitäten existiert dagegen in Nordeuropa. In Norwegen gibt es beispielsweise für Speicherkraftwerke nutzbare Reservoire mit einer potentiellen Speicherkapazität von insgesamt etwa 84 TWh, in Schweden von etwa 34 TWh. Diese Speicherkapazität liegt in einer ähnlichen Größe wie die Speicherkapazität des deutschen Gasnetzes.
Eine Übersicht der Power-to-Gas-Anlagen in Deutschland gibt die interaktive Karte auf der Seite der Strategieplattform Power-to-Gas der Deutschen Energie-Agentur.

### Rechtliche Voraussetzungen
Sofern Power-to-Gas-Anlagen mit Strom aus erneuerbaren Energien betrieben werden, fällt EE-Gas unter die Definition von „Speichergas“ gemäß § 5 Nr. 29 EEG 2014 (Erneuerbare-Energien-Gesetz) und „Biogas“ gemäß § 3 Nr. 10c EnWG (Energiewirtschaftsgesetz).
Für Speichergas aus erneuerbarer Energie wird somit, wenn es anschließend wieder in elektrische Energie umgewandelt wird, eine Einspeisevergütung gemäß § 5 Nr. 29 EEG 2014 gezahlt. Die Vergütung gilt nur für Kleinanlagen (< 100 kW ab 1. Januar 2016, vorher < 500 kW). Für größere Anlagen erfolgt die Förderung über eine Marktprämie gemäß § 5 Nr. 29 EEG 2014. Dies stellt aber keine besondere Förderung dar, da bei dem Umweg über die Speicherung zusätzliche Kosten entstehen, aber kein zusätzlicher Gewinn im Vergleich zur direkten Einspeisung des Stroms, abgesehen von der Befreiung von bestimmten Gebühren.

### Liste der Anlagen in Deutschland
| Ort                                     | Inbetriebnahme | Leistung (kW) | Betreiber                                           | Bemerkung |
| --------------------------------------- | -------------- | ------------- | --------------------------------------------------- | --- |
| Stuttgart                               | 2009           | 25            | IWES / ETOGAS                                       | Die weltweit erste Pilotanlage mit einer Leistung von 25 kW zur Produktion von Methan nach dem Power-to-Gas-Verfahren wurde im November 2009 in Stuttgart am Zentrum für Sonnenenergie- und Wasserstoff-Forschung Baden-Württemberg (ZSW) unter Beteiligung des Fraunhofer-Instituts für Windenergie und Energiesystemtechnik (IWES) und des Unternehmens SolarFuel (heute ETOGAS GmbH) in Betrieb genommen. Mit der Anlage wurde die grundsätzliche Machbarkeit des Verfahrens nachgewiesen; das CO2 wurde der Umgebungsluft entnommen. Die technische Grundlagenentwicklung wurde von den Forschungsinstituten ZSW (Zentrum für Sonnenenergie und Wasserstoff-Forschung, Stuttgart) und Fraunhofer IWES (Kassel) durchgeführt. Der Wirkungsgrad der Gasherstellung liegt bei etwa 40 %. |
| Morbach                                 | 2011           | 25            | juwi / ETOGAS                                       | Im März 2011 wurde die 25-kW-Power-to-Gas-Anlage von juwi und SolarFuel (heute ETOGAS) in der Energielandschaft Morbach im Hunsrück installiert und dort für einige Wochen getestet. Dieser Test kombinierte eine Windgasanlage, einen Windpark und eine Biogasanlage. |
| Bad Hersfeld                            | 2012           | 25            | IWES / ETOGAS                                       | Im Jahr 2012 wurde die 25-kW-Power-to-Gas-Anlage für mehrere Monate an einer Biogasanlage am Standort des Hessischen Biogas-Forschungszentrums betrieben. In dem Pilotversuch, den das Fraunhofer-Institut für Windenergie und Energiesystemtechnik (IWES) und das Unternehmen SolarFuel (heute ETOGAS) gemeinsam mit den Ländern Hessen und Thüringen durchführten, wurde die direkte Umwandlung des im Biogas enthaltenen Kohlendioxids in Methan demonstriert. |
| Stuttgart                               | 2012           | 250           | ZSW, IEWS, ETOGAS                                   | Im Oktober 2012 ging am ZSW in Stuttgart eine mit 250 kW Leistung zehnmal so große – zum Zeitpunkt die weltgrößte Power-to-Gas-Anlage – in Betrieb. Die Anlage wurde im Rahmen eines vom BMU geförderten Projektes mit den Projektpartnern ZSW, IWES und SolarFuel (heute ETOGAS) im Technikum des ZSW als PtG-Versuchsanlage mit Elektrolyse (250 kW elektrische Anschlussleistung) und mehreren Methanisierungsvarianten aufgebaut. |
| Prenzlau                                | 2012           | 500           | Enertrag                                            | Das Unternehmen Enertrag betreibt eine Pilotanlage, ein im März 2012 in den Normalbetrieb gegangenes Hybridkraftwerk in der Uckermark nördlich von Prenzlau (Brandenburg), das Wasserstoff als Zwischenspeicher nutzt. Gespeist wird die Anlage, die im Oktober 2011 erstmals in Betrieb ging, von insgesamt drei Windturbinen mit je zwei Megawatt. Die Leistung des Elektrolyseurs beträgt 500 kW bei etwa 75 % Wirkungsgrad. Der Energieversorger Green Planet Energy bot seit dem 1. Oktober 2011 einen Windgas-Fördertarif an, der bei Lieferung von konventionellem Erdgas einen Förderbeitrag von 0,4 Euro-Cent pro Kilowattstunde für 5 Windgasanlagen enthält und von (2018) über 19.000 Kunden subventioniert wird. Da Green Planet Energy über keinen Elektrolyseur verfügt, unterzeichnete das Unternehmen im Januar 2012 einen Abnahmevertrag zum Bezug von Wasserstoff von der Firma Enertrag. Nach anfänglichen Vertragsproblemen und Anlaufschwierigkeiten begann am 12. Dezember 2014 die Einspeisung von „Windgas“ in das Gasnetz durch die Enertrag-Pilotanlage in der Uckermark. Planungen zur Errichtung einer eigenen Planet Green Energy Anlage zur Erzeugung von Windgas wurden vom Aufsichtsrat Ende 2012 zunächst einstimmig abgelehnt. Hintergrund seien die gegenwärtige Vollvergütung bzw. die EEG-Entschädigungszahlungen auch für nicht einspeisefähigen Wind-Spitzenlaststrom, was zumindest aus ökonomischer Sicht für Energieerzeuger keine Windgas-Anlagen zwingend nötig macht und dem Windgas-Konzept entgegen laufe. Doch plant Green Planet Energy für 2015 den Bau einer eigenen Elektrolyseanlage. Die Anlage ist auch Lieferant einer Wind-Wasserstofftankstelle der Total Deutschland GmbH in der Heidestraße in Berlin-Mitte, die am 18. April 2012 im Rahmen des Wasserstoffprojekts Clean Energy Partnership (CEP) in Betrieb genommen wurde und auf 38 Betankungen pro Tag ausgelegt ist. |
| Werlte                                  | 2013           | 6000          | Audi / ETOGAS                                       | Im Auftrag der Audi AG errichtete die ETOGAS GmbH in Werlte neben einer bestehenden Biogasanlage eine industrielle Pilotanlage zur Umwandlung von Ökostromüberschüssen in erneuerbares Erdgas, von Audi „e-gas“ genannt. Hierbei wird zur Methanisierung neben dem aus regenerativen Quellen gewonnenen Wasserstoff auch regeneratives CO2 aus einer von MT-Biomethan gelieferten Biogasaufbereitungsanlage eingesetzt. Die Anlage mit einer elektrischen Anschlussleistung von 6 MW wird 1,4 Millionen Normkubikmeter in Erdgas-Normqualität pro Jahr produzieren. Die Anlage wurde am 25. Juni 2013 eingeweiht und hat im Herbst 2013 ihren Probebetrieb abgeschlossen. Im Rahmen des e-Gas-Projekts von Audi produziert die Anlage erneuerbaren Kraftstoff für das erste CNG-Modell der Marke Audi, den Audi A3 Sportback g-tron. Der Wirkungsgrad der Gasherstellung beträgt 54 %. |
| Schwandorf                              | 2013           | 208           | MicrobEnergy                                        | In Schwandorf/Oberpfalz hat das zur Viessmann Group gehörende Unternehmen MicrobEnergy GmbH im Februar 2013 eine Forschungsanlage in Betrieb genommen, bei der ein mikrobiologisches Verfahren zur Methanisierung des Wasserstoffs zum Einsatz kommt. Aus den im Elektrolyseur erzeugten 21,3 m³ Wasserstoff pro Stunde entstehen durchschnittlich 5,3 m³/h Methan. Eine zweite MicrobEnergy-Anlage befindet sich seit Juli 2013 in Bau. Am Standort der Verbandskläranlage Schwandorf-Wackersdorf erzeugt ein Elektrolyseur 30 m³/h Wasserstoff, die in einem 1300 Kubikmeter fassenden Faulturm mikrobiologisch in 7,5 m³/h Methan umgewandelt werden. Projektpartner ist neben dem Zweckverband Verbandskläranlage Schwandorf die Forschungsstelle für Energienetze und Energiespeicher (FENES) der Technischen Hochschule Regensburg. |
| Allendorf (Eder)                        | 2015           | 300           | MicrobEnergy / Carbotech / Viessmann                | Die Anlage wurde von Schwandorf an den Standort Allendorf (Eder) verlegt. Dort wird seit Anfang März 2015 Strom in Methan umgewandelt und in das öffentliche Erdgasnetz eingespeist. Das benötigte CO2 stammt aus dem Abgasstrom einer nahegelegenen Biomethananlage mit Gasaufbereitung oder es wird direkt Rohbiogas aus dieser Anlage mit etwa 50 % CO2-Gehalt zur biologischen Methanisierung genutzt. In diesem Fall dient das Power-to-Gas-Verfahren zusätzlich als Aufbereitungstechnologie für Rohbiogas aus Biogas- oder Kläranlagen. Im Rahmen einer Kooperation wird das Speichergas aus der Power-to-Gas-Anlage an Audi vermarktet. |
| Falkenhagen                             | 2013           | 2000          | Uniper                                              | In Falkenhagen in der brandenburgischen Prignitz hat der Energiekonzern E.ON im Juni 2013 erstmals im Testlauf einer Pilotanlage aus Windkraft erzeugten Wasserstoff ins Erdgasnetz eingespeist. Insgesamt wurden in dem eine Stunde dauernden Test rund 160 Kubikmeter Wasserstoff erzeugt und eingespeist. Damit hat E.ON die gesamte Prozesskette von der Stromaufnahme bis hin zur Einspeisung des Wasserstoffs zum ersten Mal mit Erfolg praktisch umgesetzt. Ende August 2013 wurde die Pilotanlage in Betrieb genommen. Laut Uniper produziert die Anlage mittels Alkali-Elektrolyse rund 360 Normkubikmeter Wasserstoff pro Stunde. Im Mai 2018 wurde die Anlage um eine Methanisierungsanlage erweitert. |
| Werder                                  | 2013           | 1000          | Wind-projekt                                        | WIND-projekt errichtete im Windpark Werder/Kessin eine Elektrolyse-Anlage mit 1000 kW Leistung, die 2012 in den Testbetrieb ging. |
| Frankfurt am Main                       | 2014           | 320           | Thüga                                               | Am Standort Frankfurt am Main betrieb die Thüga-Gruppe von 2014 bis 2017 die erste Power-to-Gas-Demonstrationsanlagen der Welt, die Strom in Wasserstoff umgewandelt und in das kommunale Gasverteilnetz eingespeist hat. Über eine Protonen-Austausch-Membran (PEM) wurden pro Stunde 60 m³ Wasserstoff erzeugt. |
| Mainz                                   | 2015           | 3 × 1300      | Mainzer Stadtwerke                                  | Im Energiepark Mainz wurde im Juli 2015 ein Elektrolyseur mit einer Leistung von 6 MW in Betrieb genommen, als die bis dato weltgrößte Power-to-Gas-Anlage. Die Anlage besteht aus drei Elektrolyseeinheiten vom Typ Silyzer 200 in PEM-Technologie mit jeweils 1,3 MW im Dauerbetrieb, zeitlich begrenzt bis zu 2 MW je Elektrolyseur. Der produzierte Wasserstoff wird teilweise in das Gasnetz eingespeist und teilweise an Wasserstofftankstellen ausgeliefert. Das Forschungsprojekt wurde unter anderem vom Bundeswirtschaftsministerium gefördert. Beteiligt waren die Hochschule RheinMain sowie die Unternehmen Siemens, Linde und die Mainzer Stadtwerke. Nach dem Abschluss der Forschungsphase schloss sich ab Mitte 2017 der Probebetrieb und dann der Regelbetrieb an. |
| Ibbenbüren                              | 2015           | 150           | RWE                                                 | Der Energiekonzern RWE hat im August 2015 mit der Einspeisung von mittels Windstrom erzeugtem Wasserstoff in das regionale Gasnetz begonnen. Der Wasserstoff wird mittels PEM-Elektrolyse in einer Power-to-Gas-Anlage im Nordrheinwestfälischen Ibbenbüren gewonnen. Die Anlage hat eine Kapazität von 150 kW und eine Effizienz (Strom zu Wasserstoff) von 86 %. |
| Haßfurt                                 | 2016           | 1250          | Green Planet Energy / Städtischen Betrieben Haßfurt | Die städtischen Betriebe Haßfurt und der bundesweit aktive Ökoenergieanbieter Green Planet Energy betreiben in Haßfurt eine kommerzielle Windgas-Anlage. Diese speist seit dem 8. September 2016 rund eine Million kWh Wasserstoff pro Jahr in das Gasnetz ein, der mittels überschüssigem Strom aus erneuerbaren Energien erzeugt wird. Dazu wird in der Anlage im Hafengelände am Main ein containergroßer 1,25-Megawatt-PEM-Elektrolyseur eingesetzt. Um das Gas mit dem überschüssigen Windstrom möglichst wirtschaftlich erzeugen zu können, ist die Anlage in das virtuelle Kraftwerk des Kölner Energieunternehmens Next Kraftwerke eingebunden. Dieses schaltet über eine Fernwirkeinheit den PEM-Elektrolyseur nur dann ein, wenn der Strombörsenpreis besonders niedrig ist – beispielsweise bei stürmischen Wetterlagen wie Anfang 2017. |
| Lampoldshausen                          | ?              | 1000          | Deutsches Zentrum für Luft- und Raumfahrt           | 2016 begann das DLR am Institut für Raumfahrtantriebe mit der Errichtung einer Wasserstoff produzierenden Power-to-Gas-Anlage zur Erforschung und Entwicklung dieser Speichertechnik im industriellen Maßstab. Neben einem PEM-Elektrolyseur mit einer Leistung von 1 MW gehört zu der Anlage auch ein Blockheizkraftwerk, das mit dem produzierten Wasserstoff betrieben werden kann, um das Institut bei geringer Stromerzeugung aus Windkraft- und Photovoltaikanlagen vollständig mit Strom und Wärme zu versorgen. Ein Teil des Wasserstoffs soll für die Forschung an Raketentriebwerken am Standort verwendet werden. |
| Dresden                                 | 2017           | 15 – 60       | HELMETH Projekt                                     | Im Rahmen des Europäischen Forschungsprojektes HELMETH wurde ab 2014 an der Entwicklung eines neuartigen Power-to-Gas Konzeptes gearbeitet. Dieses sticht durch die Wasserstoffproduktion mittels druckbetriebener Hochtemperaturelektrolyse (SOEC) heraus. Die anschließende CO2-Methanisierung ist mit einer Siedewasserkühlung versehen und produziert dadurch den für die Elektrolyse benötigten Dampf. Aufgrund der energetischen Verknüpfung beider Module ergibt sich das Potenzial deutlich höhere Wirkungsgrade als bisher zu erreichen. Für den Prototyp wird ein Wirkungsgrad von 76 % mit einer potenziellen Erhöhung auf 80 % im Industriemaßstab angegeben. Detailliertere Erläuterungen finden sich in Kapitel Europäisches Forschungsprojekt HELMETH |
| Grenzach-Wyhlen                         | 2018           | 300 – 1000    | EnergieDienst AG                                    | Die Anlage wurde darauf ausgelegt, die Wirtschaftlichkeit der Power-to-Gas-Technologie zu demonstrieren. Da der Strom für die Wasserstofferzeugung von einem benachbarten Wasserkraftwerk am Rhein bezogen wird, entfallen Netzentgelte und die EEG-Umlage. Außerdem erlaubt die Nutzung von Wasserkraft mehr Volllaststunden als Wind- oder Sonnenenergie. |
| Sonneberg                               | 2018           |               | Wasserwerke Sonneberg                               | Zum Aufbau einer regionalen Wasserstoffwirtschaft wird im Klärwerk Sonneberg-Heubisch ein Druckelektrolyseur zur Erzeugung von Wasserstoff aus regenerativen Energien eingesetzt. Der modulare Aufbau des alkalischen Druckelektrolyseurs mit Modulen im Leistungsbereich von 75 kW eignet sich zum dezentralen dynamischen Einsatz im Zusammenhang mit fluktuierenden erneuerbaren Energien. |
| Bosbüll, Langenhorn, Reußenköge, Dörpum | 2020/2021      | 1125          |                                                     | Das Projekt eFarm der GP JOULE GmbH schuf eine modular erweiterbare Wasserstoff-Infrastruktur im Kreis Nordfriesland (Schleswig-Holstein). Wasserstoff aus fünf PEM-Elektrolyseuren (je 225 kW) in der Nähe regionaler Windkraftanlagen wird in mobilen Speichercontainern per LKW zu zwei öffentlichen H2-Tankstellen in Husum und Niebüll transportiert. Teil des Projekts war auch die Anschaffung zweier Wasserstoff-Linienbusse für den öffentlichen Nahverkehr, die seit Mai 2021 im Einsatz sind. Täglich können 500 kg Wasserstoff produziert und über die Tankstellen abgegeben werden. Ende 2021 sind im Kreis Nordfriesland etwa 100 Brennstoffzellen-PKW im Einsatz (fast 10 % des Bestandes dieser Fahrzeuge in ganz Deutschland). |
| Haurup                                  | 2021           | 1000          | Green Planet Energy eG                              | Die neu entwickelte PEM-Anlage mit einem Megawatt erzeugt seit 2021 aus überschüssigem Windstrom jährlich bis zu drei Millionen Kilowattstunden Wasserstoff und speist diese ins Gasnetz. |
| Wunsiedel                               | 2021/22        | 8750          | WUN H2 GmbH                                         | Zur Versorgung der Region Nordbayern mit ausschließlich aus erneuerbaren Energien erzeugtem Wasserstoff wurde im Energie-Park in Wunsiedel eine Anlage mit einer Leistung von 8,75 Megawatt errichtet mit einer jährlichen Erzeugung von bis zu 1.350 Tonnen Wasserstoff. Die Inbetriebnahme fand am 14. September 2022 statt. |

### Geplante Anlagen und weitere Projekte

#### Europäisches Forschungsprojekt HELMETH
Im April 2014 wurde das von der EU geförderte und vom Karlsruher Institut für Technologie (KIT) koordinierte Forschungsprojekt HELMETH (Integrated High-Temperature ELectrolysis and METHanation for Effective Power to Gas Conversion) gestartet. Beteiligt sind neben dem KIT: Politecnico di Torino (POLITO), European Research Institute of Catalysis (ERIC), EthosEnergy Italia (EEI), Nationale Technische Universität Athen (NTUA) und der Deutsche Verein des Gas- und Wasserfaches (DVGW).
Das Ziel des EU-Projekts ist, die Machbarkeit eines hocheffizienten Power-to-Gas-Prozesses mit thermischer Integration von Hochtemperaturelektrolyse (SOEC) und CO2-Methanisierung zu demonstrieren.
Durch die thermische Integration von exothermer Methanisierung und Verdampfung für die Wasserdampfelektrolyse sind Wirkungsgrade von über 85 % (Brennwert des erzeugten Methans bezogen auf die eingesetzte elektrische Energie) theoretisch möglich.
Das Projekt wurde Ende 2017 abgeschlossen und erreichte einen Wirkungsgrad von 76 % für den Prototyp mit einem angegebenen Potenzial von 80 % für Anlagen im industriellen Maßstab. Die Betriebsbedingungen der CO2-Methanisierung sind ein Gasdruck von 10 – 30 bar, eine SNG Produktion von 1 – 5,4 m3/h (NTP) und ein Eduktumsatz, der SNG mit H2 < 2 vol.-% bzw. CH4 > 97 vol.-% erzeugt. Damit wäre das erzeugte Erdgassubstitut in das gesamte deutsche Erdgasnetz ohne Einschränkungen einspeisefähig. Als Kühlmedium für die exotherme Reaktion wird siedendes Wasser bei bis zu 300 °C benutzt, was einem Wasserdampfdruck von rund 87 bar entspricht. Die SOEC arbeitet mit einem Druck von bis zu 15 bar, Dampfumsätzen von bis zu 90 % und erzeugt aus 3,37 kWh Strom einen Normkubikmeter Wasserstoff als Ausgangsstoff für die Methanisierung.

#### Europäisches Forschungsprojekt STORE&GO
Der technologische Reifegrad von Power-to-Gas für den Alltagsbetrieb wird im von der Europäischen Union geförderten Forschungsvorhaben STORE&GO geprüft. Dafür werden an drei europäischen Standorten drei unterschiedliche Methanisierungskonzepte aufgebaut und betrieben (Falkenhagen/Deutschland, Solothurn/Schweiz, Troia/Italien). Die eingesetzten Technologien umfassen biologische und chemische Methanisierung sowie die Gewinnung von CO2 direkt aus der Atmosphäre. Das erzeugte Methan wird direkt in bestehende Gasnetze eingespeist oder verflüssigt zu Bio-LNG, je nach Standort. Übergeordnetes Ziel ist es, die eingesetzten Technologien und mögliche Anwendungen unter technischen, wirtschaftlichen und regulatorischen Aspekten zu bewerten. So wollen die 27 Projektpartner seit März 2016 für eine Dauer von vier Jahren nicht nur die Technologie, sondern auch konkrete künftige Einsatzszenarien und Geschäftsmodelle untersuchen. Das Projekt wird durch das Forschungsprogramm „Horizon 2020“ der EU mit 18 Mio. € sowie durch die Schweizer Regierung mit 6 Mio. € gefördert. Die industriellen Projektpartner steuern weitere 4 Mio. € bei. Der Koordinator des Projekts ist die Forschungsstelle des Deutschen Vereins des Gas- und Wasserfaches (DVGW) am Karlsruher Institut für Technologie (KIT).

#### Weitere Planungen für Power-to-Gas-Anlagen
Im Oktober 2018 wurde bekannt, dass ein Konsortium bestehend aus Tennet, Gasunie und Thyssengas schrittweise eine Power-to-Gas-Anlage mit 100 MW Leistung im Norden Niedersachsens aufbauen will. Als Standort der Anlage waren Weener und Wiefelstede im Gespräch. Im Rahmen einer Machbarkeitsstudie wurde Ostfriesland (Diele, Landkreis Leer) als geeigneter Standort für den Elektrolyseur identifiziert. Geplant war, dass 2022 ein erstes Modul in Betrieb begehen soll, anschließend alle zwei Jahre ein weiteres. Im Jahr 2028 sollte die Anlage komplettiert sein. Die Kosten wurden auf einen niedrigen dreistelligen Millionenbetrag beziffert. Gemeinsames Ziel in Zusammenarbeit mit einem weiteren Konsortium ist es, die niedersächsische Küstenregion bis zum Jahr 2026 zu einem „ersten europäischen Wasserstoffcluster“ zu entwickeln.
Weitere Anwenderin der Power-to-Gas-Technologie ist die Firma Sunfire.
Laut Manager Magazin interessieren sich auch Enercon und einige Stadtwerke für die Power-to-Gas-Technologie. Als Argument dafür, dass sich inzwischen auch Gasversorger für die Technik interessieren, wird unter anderem der rückgängige Gasbedarf zum Heizen auf Grund verbesserter Isolierung von Gebäuden angeführt.

## Anlagen außerhalb Deutschlands

### Underground Sun Storage in Pilsbach, Österreich
In Österreich wurde 2014 ein Forschungsprojekt in Angriff genommen, bei dem mittels Power-to-Gas-Technologie erzeugtes Methangas direkt in einen unterirdischen Porengasspeicher eingebracht, sowie eine Beimischung von bis zu 10 % Wasserstoffgas erprobt wurde. Erfolgreich abgeschlossen wurde das Forschungsprojekt im Jahr 2016. Als Nachfolgeprojekt wurde im März 2017 Underground sun conversion gestartet. Dabei möchte man aus Power-to-Gas erzeugtem Wasserstoff und CO2, sowie einem mikrobiologischen Prozess Erdgas direkt unterirdisch erzeugen und speichern.

### Versorgung von Utsira in Norwegen
Von 2004 bis 2008 wurden zehn Haushalte der norwegischen Insel Utsira von Windkraftanlagen sowie einem Speichersystem bestehend aus Elektrolyseur, Druckspeicher, Brennstoffzelle und Wasserstoffturbine mit Strom versorgt.

### Anlagen in Dänemark
Die Universität Aarhus, das Elektrizitätswerk der Stadt Zürich (ewz), Erdgas Zürich, weitere dänische, sowie deutsche Akteure engagieren sich für eine Demonstrationsanlage im dänischen Foulum.
Im Jahr 2018 wurde in Hobro eine der modernsten Wasserstoffanlagen Europas eröffnet, die 2020 nach einer Pilotphase den regulären Betrieb aufnahm. Hier wird bei der Elektrolyse das „Proton Exchange-Membrane“-Verfahren verwendet. Die Anlage kann innerhalb von Sekunden angefahren werden. Am dänischen „HyBalance“-Projekt sind sechs verschiedene Unternehmen beteiligt (u. a. Air Liquide), die auf Power-to-Gas basierende Geschäftsmodelle entwickeln wollen.

### GRHYD-Demonstrationsprojekt in Dunkerque, Frankreich
Ein unter anderem aus Engie und Areva bestehendes Industriekonsortium betrieb in Dunkerque von 2018 bis 2020 eine Pilotanlage mit einem Elektrolyseur und Beimischung des erzeugten Wasserstoffs in das lokale Gasverteilnetz.

### Hybridwerk Aarmatt in Zuchwil, Schweiz
Die Regio Energie Solothurn betrieb von Mai 2019 bis Anfang 2020 in Zuchwil (Kanton Solothurn) zu Versuchszwecken ein „Hybridwerk“, das Strom-, Gas- und Wärmenetze miteinander verband. Die Anlage war Teil des gesamteuropäischen Forschungsprojektes STORE&GO und besaß folgende technische Komponenten:
1. Ein 6-MW-Gas-Heizkessel (Wirkungsgrad 92 %), der in Not- und Spitzenlastsituationen Wärme direkt ins Fernwärmenetz leitete.
2. Das Blockheizkraftwerk (Elektrische Leistung 1,2 MW, Wärmeleistung 1,2 MW) bestand aus einem Zwölfzylinder-Gasmotor und einem daran angekoppelten Generator; der Nutzungsgrad lag bei 90 % (44 % elektrisch / 46 % thermisch). Die Wärme konnte ins Fernwärmenetz der Regio Energie Solothurn gespeist werden und der Strom konnte flexibel genutzt werden.
3. Der Elektrolyseur (Aufnahmeleistung: 2 × 175 kWel) spaltete mittels Protonen-Austausch-Membran den Wasserstoff ab (Output Wasserstoff: 60 Nm3/h, Wirkungsgrad 50–60 %) und speicherte diesen in Druck-Zylindern. Verwendet wurde dazu überschüssiger Strom aus erneuerbarer Energie.
4. Der Wasserstoffspeicher (Nutzvolumen ca. 7,5 m³, Betriebsdruck bis 200 bar, max. 1500 Nm3 H2 à 3,5 kWh/Nm3 = 5,3 MWh) speicherte und mischte diesen dosiert mit 5 bis 200 Nm3/h ins Gasnetz.
5. Drei Wärmespeicher à 100 m³ (Speicherkapazität 3 ×5,5 MWh, Lade- / Entladeleistung 6 MW). Diese kamen insbesondere während kalten Wintertagen als Spitzenbrecher zum Einsatz.
6. Ein Bioreaktor-Turm zur Methanisierung.[155]

### Pilot- und Demonstrationsanlage in Rapperswil, Schweiz
Das Institut für Energietechnik an der Hochschule für Technik in Rapperswil (Kanton St. Gallen) betrieb von 2014 bis 2017 die erste Power-to-Methane-Anlage der Schweiz. Die Pilot- und Demonstrationsanlage erzeugte mit Energie aus Photovoltaik Methangas aus Wasser und CO2, das aus der Umgebungsluft gewonnen wurde. Sie erreichte einen Wirkungsgrad von 35 %. Das erzeugte Methan konnte an einer integrierten Tankstelle direkt in geeignete Fahrzeuge verfüllt werden. Zudem war die Anlage an das lokale Erdgasnetz angeschlossen.

### Power-to-Gas-Anlage in Dietikon, Schweiz
Im Jahr 2022 wurde in Dietikon (Kanton Zürich) die erste Power-to-Gas-Anlage der Schweiz in Betrieb genommen.

### Pinker Wasserstoff aus Oskarshamn, Schweden
Der Betreiber des Kernkraftwerks Oskarshamn verkündete Anfang 2022 den Vertrieb von Überschüssen des in der Anlage produzierten pinken Wasserstoffs. Abnehmer sind der Industriegasanbieter Linde und Hynion, ein Betreiber von Wasserstofftankstellen.

### HyDeal Ambition
Unter dem Namen HyDeal Ambition planen 30 europäische Akteure den Aufbau einer integrierten Wertschöpfungskette, um grünen Wasserstoff zum Preis fossiler Brennstoffe anzubieten. Die Produktion soll 2022 auf der iberischen Halbinsel beginnen. Bis 2030 sollen eine Elektrolysekapazität von 67 GW aufgebaut und damit jährlich 3,6 Millionen Tonnen grüner Wasserstoff zum Preis von 1,50 €/kg geliefert werden.

### Europäisches Forschungsprojekt H2FUTURE
Im November 2019 ging die bis dahin weltweit größte Pilotanlage zur Erzeugung von grünem Wasserstoff am Produktionsstandort des österreichischen Stahlherstellers Voestalpine in Linz in Betrieb. Der von Siemens erbaute und installierte Silyzer 300, ein PEM-Elektrolyseur mit einer Anschlussleistung von 6 MW, wurde darauf ausgelegt, mit ausschließlich aus erneuerbaren Energien gewonnenem Strom 1200 Kubikmeter Wasserstoff pro Stunde zu produzieren. Das Projekt wurde von der Europäischen Union gefördert und von der Verbund AG koordiniert wird. Im geplanten Projektzeitraum von 2019 bis 2021 wurden über 500 Tonnen grüner Wasserstoff erzeugt.
Zielsetzung war es, Perspektiven aufzuzeigen, wie die CO2-Emissionen bei der Stahlproduktion vermieden werden können, wenn bei der Reduktion des Erzes zu Roheisen statt Koks Wasserstoff als Reduktionsmittel eingesetzt wird. Die Forschungspartner TNO und K1 MET wurden damit beauftragt, die Übertragbarkeit der Projektergebnisse für den großtechnischen Einsatz von Wasserstoff nicht nur in der Stahlindustrie, sondern auch in anderen Industriesektoren, z. B. der chemischen Industrie zu untersuchen. Als weiterer Projektpartner trat der österreichische Netzbetreiber Austrian Power Grid (APG) in Erscheinung, um das Potential der Wasserstoffanlage zur Bereitstellung von Netzdienstleistungen und dem möglichen Ausgleich von Schwankungen im Stromnetz zu ermitteln. Nach dem planmäßigen Ende des Projekts im Jahr 2021 und noch während der Evaluierung der Ergebnisse entschied sich die Voestalpine, den Silyzer-300-Elektrolyseurs weiterlaufen zu lassen und leitete Gespräche mit den anderen Teilnehmern ein, um das Forschungsprojekt zu verlängern.